# Walking on a Dream (singel)
Walking on a Dream – debiutancki singel australijskiego zespołu Empire of the Sun, promujący ich pierwszy album Walking on a Dream.
Teledysk do utworu został nagrany w Szanghaju. Reżyserował go Josh Logue.
Piosenka pojawiła się w grze Forza Horizon w radiu Horizon Pulse.

## Lista utworów
Singiel CD/EP (iTunes)
1. „Walking on a Dream” – 3:16
2. „Walking on a Dream” (Van She Tech Remix) – 3:46
3. „Walking on a Dream” (Honk Kong Blondes Remix) – 7:11
4. „Walking on a Dream” (Sam La More Remix Edit) – 3:36

Singiel 7" (UK, barwiony winyl)
1. „Walking on a Dream” – 3:16
2. „Walking on a Dream” (Sam La More Remix Edit) – 3:36

Singiel specjalnie dla iTunes
1. „Walking on a Dream” (Sam La More 12" Remix) – 7:52

## Listy przebojów
| Lista przebojów             | Pozycja |
| --------------------------- | ------- |
| Australia                   | 10      |
| Belgia                      | 8       |
| Dania                       | 30      |
| Irlandia                    | 8       |
| Wielka Brytania             | 64      |
| Niemcy                      | 55      |
| Włochy                      | 19      |
| Nowa Zelandia               | 14      |
| Szwecja                     | 52      |
| Szwajcaria                  | 21      |
| Japonia                     | 13      |
| Billboard Hot Dance Singles | 6       |

## Certyfikacja
| Lista     | Certyfikacja | Sprzedaż |
| --------- | ------------ | -------- |
| Australia | Platyna      | 70.000+  |